# 1627. pr. Kr.
◄ | 18. stoljeće pr. Kr. | 17. stoljeće pr. Kr. | 16. stoljeće pr. Kr. | ►
◄ | 1650-ih pr. Kr. | 1640-ih pr. Kr. | 1630-ih pr. Kr. | 1620-ih pr. Kr. | 1610-ih pr. Kr. | 1600-ih pr. Kr. | 1590-ih pr. Kr. | ►
◄◄ | ◄ | 1630. pr. Kr. | 1629. pr. Kr. | 1628. pr. Kr. | 1627 pr. Kr. | 1626. pr. Kr. | 1625. pr. Kr. | 1624. pr. Kr. | ► | ►►

## Događaji
- početak višegodišnjeg hlađenja klime širom svijeta, dokazivo dendrokronoloških istraživanja na stablima u Kaliforniji,[1] Irskoj[2] i Anatoliji.[3] Uzročnik je vjerojatno bila erupcija vulkana, smatra se vulkana na grčkom otoku Santoriniju.